# Chinkana
Chinkana est un système de tunnels secrets sous la ville de Cuzco reliant le temple du Soleil à la forteresse de Saqsaywaman. 

## Toponymie
Chinkana est un mot quechua signifiant « labyrinthe ».

## Déscription
Le réseau de tunnels de 1 750 m à une profondeur comprise entre 1,4 et 2,5 mètres a trois branches : l'une menant à Callispuquio, une autre vers le secteur de Muyucmarca à Sacsahuaman, et une troisième qui passe derrière l'église de San Cristóbal,.